# Gerd Ruge
Gerd Ruge (9. srpna 1928 Hamburk – 15. října 2021 Mnichov) byl německý televizní novinář a spisovatel.
Od roku 1949 pracoval jako televizní novinář, a to zejména pro německé veřejnoprávní vysílatele ARD and WDR. Kromě jiného zpracoval téma atentátů na Martina Luthera Kinga a na Roberta Francise Kennedyho nebo moskevský puč ze srpna 1991.
Napsal také knižní biografii Michaila Gorbačova, kterou v roce 1990 vydalo nakladatelství S. Fischer Verlag (ISBN 3-10-068506-7).